# Стара Весь (Красноставський повіт)
Стара Весь (пол. Stara Wieś) — село в Польщі, у гміні Красничин Красноставського повіту Люблінського воєводства. Населення — 164 особи (2011).

## Історія
За даними етнографічної експедиції 1869—1870 років під керівництвом Павла Чубинського, у селі здебільшого проживали греко-католики, які розмовляли українською мовою.
У 1921 році село входило до складу гміни Чайки Красноставського повіту Люблінського воєводства Польської Республіки.
У 1975—1998 роках село належало до Холмського воєводства.

## Населення
Станом на 10 вересня 1921 року в селі налічувалося 42 будинки та 235 мешканців, з них:
- 115 чоловіків та 120 жінок;
- 147 православних, 88 римо-католиків;
- 147 українців, 88 поляків.

Демографічна структура станом на 31 березня 2011 року:
|          | Загалом | Допрацездатний вік | Працездатний вік | Постпрацездатний вік |
| -------- | ------- | ------------------ | ---------------- | -------------------- |
| Чоловіки | 80      | 10                 | 53               | 17                   |
| Жінки    | 84      | 7                  | 44               | 33                   |
| Разом    | 164     | 17                 | 97               | 50                   |